# 莱西 (摩泽尔省)
莱西（法語：Lessy，法語發音：[lesi]；洛林语：Lé'hi）是法国摩泽尔省的一个市镇，属于梅斯区。

## 地理
莱西（49°7'11"N, 6°5'45"E）面积2.85 平方千米，位于法国大東部大區摩泽尔省，该省份为法国东北部内陆省份，是洛林的一部分，西南接默尔特-摩泽尔省，东临下莱茵省，北与卢森堡和德国接壤。
与莱西接壤的市镇（或旧市镇、城区）包括：洛里莱梅斯、沙泰勒圣日耳曼、普拉普维尔、锡-沙泽勒。

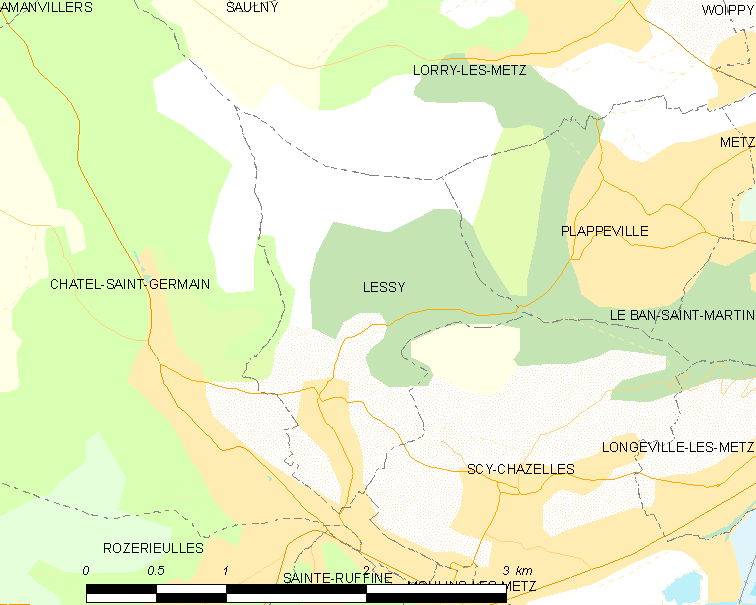
的OSM定位图

莱西的时区为UTC+01:00、UTC+02:00（夏令时）。

## 行政
莱西的邮政编码为57160，INSEE市镇编码为57396。

## 政治
莱西所属的省级选区为摩泽尔山坡县。

## 人口

1962-2008年间人口变化图示

莱西于2022年1月1日时的人口数量为794人。